# Formica albipennis
Formica albipennis är en myrart som beskrevs av Fabricius 1793. Formica albipennis ingår i släktet Formica och familjen myror. Inga underarter finns listade i Catalogue of Life.